# Phare de Little River
Le phare de Little River (en anglais : Little River Light) est un phare actif situé sur Little River Island (ceb) à l'embouchure du port de Cutler, dans le Comté de Washington (État du Maine).
Il est inscrit au Registre national des lieux historiques depuis le 14 mars 1988 .

## Histoire
Un premier phare avait été établi sur Little River Island en 1846 et la structure actuelle a été construite en 1876. Il s’agit de l’un des rares phares en fonte de l’État du Maine. La station comprend une tour en fonte, une maison de gardien en bois de deux étages, une cabane à carburant et un hangar à bateaux. La tour actuelle a été construite en 1876 par le Corps du génie de l'armée des États-Unis et la maison a été construite en 1888, remplaçant une structure en pierre plus ancienne. Le hangar à bateaux date de 1881 et la cabane des carburants a été ajoutée en 1905.
En 1916, la lentille de Fresnel de 5e ordre a été amélioré pour passer en 4e ordre. Dans les années 1960, la lentille de Fresnel a été retirée pour une lentille tournante DCB-10. La lumière a été automatisée en 1975 lorsqu'une optique moderne de 300 mm a été placée sur une tour à squelette en acier à proximité.
En 2001, la tour a été louée à l’American Lighthouse Foundation (en), qui l’a restaurée, permettant ainsi à la lumière d’être à nouveau fonctionnelle dans la lanterne d’origine. Le phare appartient maintenant à l'American Lighthouse Foundation, qui propose des séjours d'une nuit dans la maison du gardien et des visites occasionnelles de la propriété. Des visites libres périodiques de la propriété sont proposées pendant les mois d'été. Le site est fermé au printemps et au début de l'été pendant la période de nidification des oiseaux.
Le 2 octobre 2001, après 25 ans d'inactivité, une balise tournante moderne VRB-25 (en) a été rallumée au cours d’une cérémonie à laquelle ont assisté plus de 1000 personnes. Étant donné que l'événement a été fêté peu de temps après les événements du 11 septembre, le rallumage a été noté comme un "phare de la liberté dans le monde".

## Description
Le phare  est une tour circulaire en fonte claire-voie, avec une galerie et une lanterne octogonale de 12 m de haut. La tour est peinte en blanc et la lanterne est grise. feu isophase Il émet, à une hauteur focale de 17 m, un éclat blanc de 3 secondes par période de 6 secondes. Sa portée est de 13 milles nautiques (environ 24 km).
Il est équipé d'une corne de brume émettant un blast par période de 10 secondes logée dans un bâtiment en brique.

## Caractéristiques dufeu maritime
Fréquence : 6 secondes (W)
- Lumière : 0.6 seconde
- Obscurité : 5.4 secondes

Identifiant : ARLHS : USA-442 ; USCG : 1-1075 - Amirauté : H4164 .

### Lien connexe
- Liste des phares du Maine